# Hothouse Flowers
Gli Hothouse Flowers sono un gruppo musicale rock irlandese originario di Monkstown. Il loro stile combina la tradizione musicale irlandese con influenze rock, soul e gospel.

## Storia
Il gruppo si formò nel 1985 quando Liam Ó Maonlaí e Fiachna Ó Braonáin, che si erano conosciuti sui banchi di una scuola di lingua gaelica, iniziarono come busker con il nome di The Incomparable Benzini Brothers per le strade di Dublino. Dopo la vittoria in un concorso per artisti di strada e l'entrata in organico di Peter O'Toole vennero notati dalla critica musicale e furono contattati dalla Mother Records di Bono con cui incisero il loro primo singolo Love Don't Work This Way. Firmarono per la London Records e nel 1988 pubblicarono il loro primo album, intitolato People, che ottenne un insapettato successo raggiungendo il primo posto della classifica in Irlanda ed il secondo nel Regno Unito.
Al successo contribuì il singolo Don't Go, che fu trasmesso durante l'Eurovision Song Contest 1988 svoltosi in Irlanda. Nel successivo tour parteciparono al Festival di Reading e Leeds nel 1988, al Glastonbury Festival del 1989, e del 1990.
Nel giugno 1990 uscì il loro secondo album, Home registrato durante il lungo tour. Non ottenne il successo commerciale dell'esordio tranne che in Australia dove salì fino al primo posto in classifica.
Nel 1992 parteciparono ad una puntata della serie televisiva Lovejoy. Formarono con i Def Leppard il supergruppo The Acoustic Hippies From Hell che registrò tre brani pubblicati sul latoB del singolo Have You Ever Needed Someone So Bad dei Def Leppard.
L'anno seguente pubblicarono il loro terzo album Songs From the Rain che ottenne un buon successo solo in Irlanda ed Australia. A causa di questo insuccesso Liam Ó Maonlaí decise di prendersi una pausa di riflessione che durò però fino al 1998 anno dell'uscita di Born seguito nel 1999 dal loro primo album dal vivo Live che segna la fine del contratto con la London, che nel 2000 pubblica la prima raccolta.
Il loro ultimo album pubblicato da una major discografica è stato Into Your Heart uscito nel 2004. Ó Maonlaí ha affiancato anche una propria carriera solista.
Nel 2016 hanno pubblicato solo in formato digitale un nuovo album autoprodotto intitolato Let's Do This Thing.

## Formazione

### Formazione attuale
- Liam Ó Maonlaí
- Fiachna Ó Braonáin
- Dave Clarke
- Peter O'Toole

### Ex componenti
- Leo Barnes
- Jerry Fehily
- Wayne Sheehy
- Rob Malone
- Kieron Kennedy

## Discografia

### Album in studio
- 1988 People
- 1990 Home
- 1993 Songs from the Rain
- 1998 Born
- 2003 The Vaults: Volume 1
- 2004 Into Your Heart
- 2016 Let's Do This Thing

### Album dal vivo
- 1999 Live
- 2004 Live At The Ave: Hothouse Flowers With Colin Devlin

### Raccolte
- 2000 Greatest Hits
- 2001 Best of Hothouse Flowers
- 2006 The Platinum Collection

### Singoli
- 1988 Don't Go
- 1988 I'm Sorry
- 1989 Just A Note
- 1990 Give It Up
- 1990 I Can See Clearly Now
- 1993 Thing Of Beauty
- 1993 Emotional Time
- 1993 One Tongue
- 1998 You Can Love Me Now